# Cravo e Canela
Cravo e Canela  É um grupo paulistano de samba, funk, soul e samba rock formado no ano de 1981, mas que teve seu disco de estreia lançado apenas em 1984. Quase dez anos depois, em 1993 mais precisamente, lançaram o CD "Sabor de Paz", sétimo disco, até então, da carreira desse quarteto paulistano, através do qual a faixa "Lá vem o Negão" recebeu o Troféu Imprensa de "Melhor Música" em 1994, bem como discos de ouro e platina. À época, o grupo musical Mamonas Assassinas fez uma paródia da canção, "Lá vem o Alemão", presente em seu primeiro é único álbum. Após a saida de Carlinhos Leite , Mauricio Andrioli passa a integrar ao grupo. Já em 2014, o grupo se apresenta no programa Domingo Show da Rede Record, após 12 anos longe dos palcos  anunciam o seu retorno. O grupo em abril  de 2015 vem com o Single da música "O cara do bem", um Swing com cara de Cravo e Canella.
O quarteto em outubro de 2016 lança mais um Single, desta vez com "Dinheiro" em uma roupagem funk-soul acompanhado por uma banda com um groove incrível formada por:  Bene batera (bateria), Jeimes Ruben (teclados), Almir Marquez (contrabaixo), Rick Costa (sax) e Lira (trompete) e Junior Manga (trombone).

## Integrantes
- Chiquinho
- Júnior
- Maurício Andrioli
- Nenê da Timba

## Discografia
- (2016) Dinheiro • CD
- (2015) O Cara do Bem • CD
- (2002) Momentos • CD
- (1998) Baseado em fatos reais • CD
- (1996) Novidades e Reprises • CD
- (1994) Coisa Boa Demais • CD
- (1993) Sabor de Paz • CD
- (1989) Cravo e Canela • LP
- (1987) "Sinais e ideais"/"Apoteose" • Compacto simples
- (1985) "Nega de Canecalon" • Compacto simples
- (1984) "Lamento nega"/"Thereza Raquel" • Compacto simples